# Montreuil-le-Gast
Montreuil-le-Gast (bretonisch: Mousterel-ar-Gwast, Gallo: Montroelh-le-Gast) ist eine französische Gemeinde mit 2.048 Einwohnern (Stand: 1. Januar 2022) im Département Ille-et-Vilaine in der Region Bretagne. Sie gehört zum Arrondissement Rennes und zum Kanton Melesse. Die Einwohner werden Montreuillais genannt.

## Geografie
Montreuil-le-Gast liegt etwa 15 Kilometer nordnordwestlich von Rennes. Umgeben wird Montreuil-le-Gast von den Nachbargemeinden Saint-Médard-sur-Ille im Norden und Nordosten, Melesse im Osten und Südosten, La Mézière im Süden und Südwesten sowie Vignoc im Westen.

## Bevölkerungsentwicklung
| Jahr                       | 1962 | 1968 | 1975 | 1982 | 1990 | 1999 | 2006 | 2012 | 2020 |
| Einwohner                  | 519  | 513  | 801  | 1136 | 1580 | 1604 | 1890 | 1952 | 1983 |
| Quellen: Cassini und INSEE |      |      |      |      |      |      |      |      |      |

## Sehenswürdigkeiten
- Kirche Saint-Sulpice aus dem 19. Jahrhundert

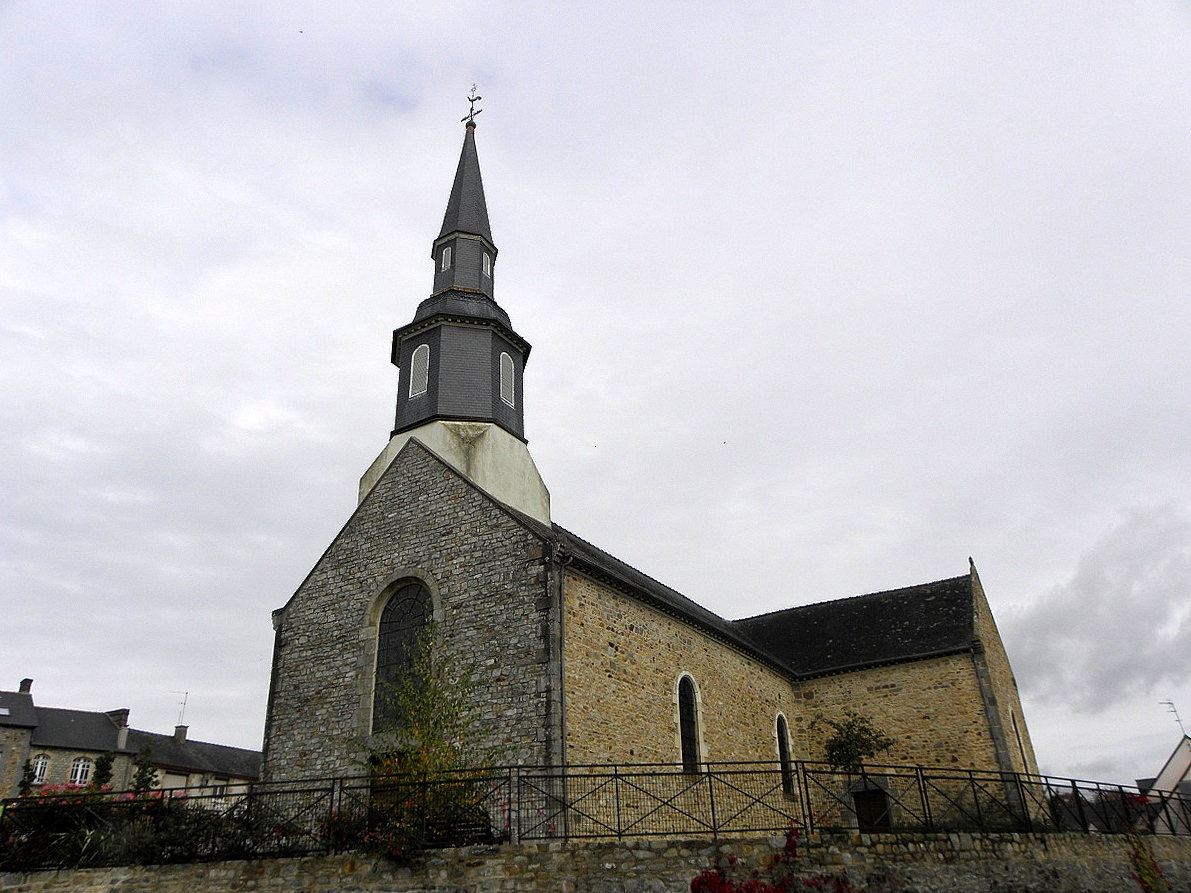
Kirche Saint-Sulpice
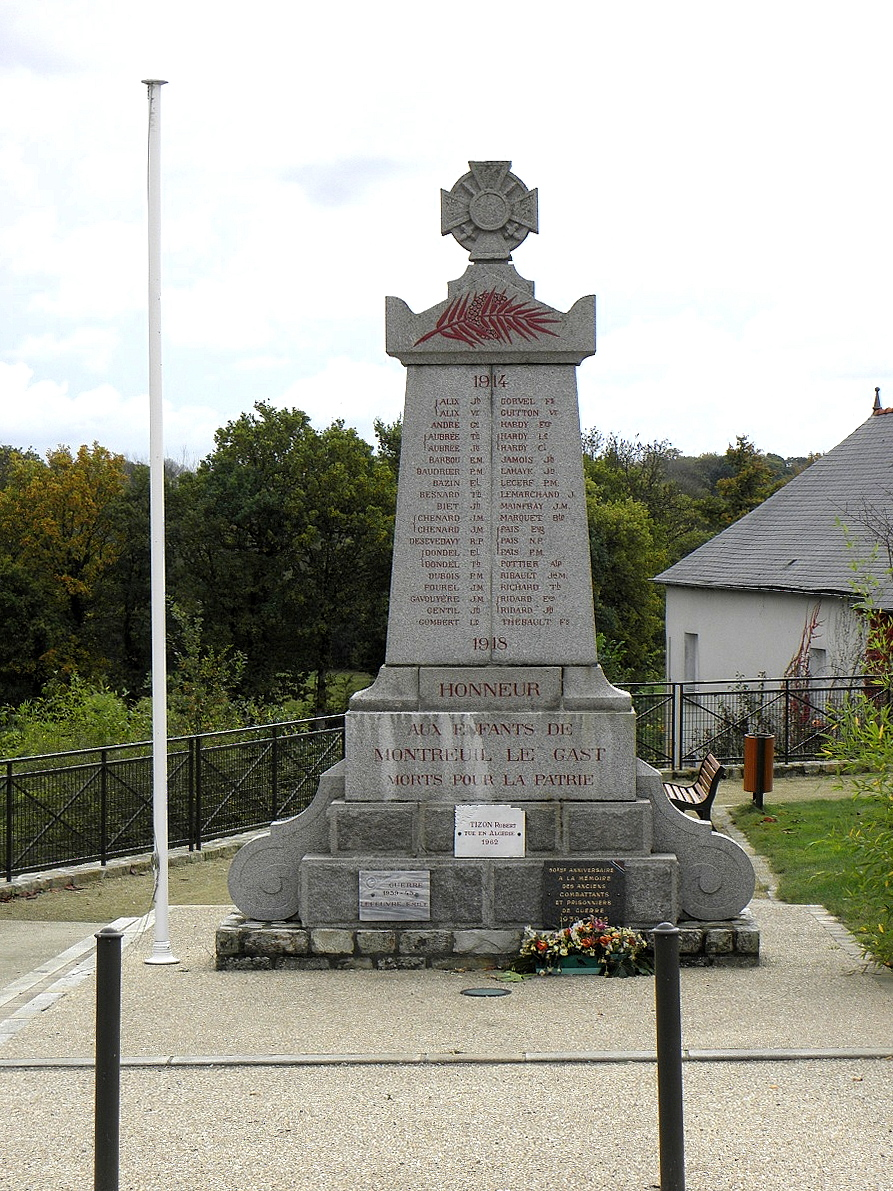
Gefallenendenkmal

## Gemeindepartnerschaft
Mit der italienischen Gemeinde Montalto delle Marche in der Provinz Ascoli Piceno (Marken) besteht eine Partnerschaft.